# (11104) Airion
(11104) Airion (1995 TQ) – planetoida z pasa głównego asteroid okrążająca Słońce w ciągu 5,04 lat w średniej odległości 2,94 j.a. Odkryta 6 października 1995 roku.